# Ctenophora (Ctenophora) elegans
Ctenophora (Ctenophora) elegans is een tweevleugelige uit de familie van de langpootmuggen (Tipulidae). De soort komt voor in het Palearctisch gebied.